# Naturbahnrodel-Weltcup 2003/04
Der Naturbahnrodel-Weltcup 2003/04 wurde in drei Disziplinen und in jeweils sechs Saisonrennen ausgetragen.

## Damen-Einsitzer

### Ergebnisse
| Datum                     | Ort                              | Siegerin               | Zweite            | Dritte                 |
| ------------------------- | -------------------------------- | ---------------------- | ----------------- | ---------------------- |
| 12. bis 14. Dezember 2003 | Olang                            | Renate Kasslatter      | Christa Gietl     | Sandra Mariner         |
| 4. bis 6. Januar 2004     | Grande Prairie                   | Jekaterina Lawrentjewa | Renate Kasslatter | Christa Gietl          |
| 16. bis 18. Januar 2004   | Garmisch-Partenkirchen           | Jekaterina Lawrentjewa | Renate Kasslatter | Sandra Lanthaler       |
| 23. bis 25. Januar 2004   | Moskau                           | Jekaterina Lawrentjewa | Renate Gietl      | Julija Wetlowa         |
| 13. bis 14. Februar 2004  | Triesenberg (Parallelwettbewerb) | Sandra Mariner         | Barbara Abart     | Jekaterina Lawrentjewa |
| 19. bis 21. Februar 2004  | Aurach                           | Jekaterina Lawrentjewa | Renate Gietl      | Julija Wetlowa         |

### Weltcupstand
Endstand nach sechs Rennen (ein Streichresultat)
| Rang | Name                   | Punkte |
| ---- | ---------------------- | ------ |
| 01   | Jekaterina Lawrentjewa | 470    |
| 02   | Renate Kasslatter      | 385    |
| 03   | Renate Gietl           | 350    |
| 04   | Sandra Mariner         | 335    |
| 05   | Julija Wetlowa         | 291    |
| 06   | Christa Gietl          | 288    |
| 07   | Marlies Wagner         | 244    |
| 08   | Ewelina Żurek          | 204    |
| 09   | Barbara Abart          | 177    |
|      | Michaela Maurer        | 177    |
| 11   | Ursina Schneider       | 146    |
| 12   | Karolina Waniczek      | 140    |
| 13   | Melissa Jones          | 127    |
| 14   | Irene Mitterstieler    | 115    |
| 15   | Mateja Kralj           | 114    |

| Rang | Name                  | Punkte |
| ---- | --------------------- | ------ |
| 16   | Tina Unterberger      | 102    |
| 17   | Elisabeth Groll       | 076    |
| 18   | Anna Braun            | 074    |
| 19   | Sandra Lanthaler      | 070    |
| 20   | Melanie Batkowski     | 064    |
|      | Magdalena Zawada      | 064    |
| 22   | Roksolana Byljakowska | 056    |
| 23   | Belma Kamenias        | 049    |
| 24   | Melika Hasanovic      | 046    |
| 25   | Aljona Aschtscheulowa | 039    |
| 26   | Oksana Jelessina      | 036    |
| 27   | Małgorzata Krysmalska | 025    |
| 28   | Sylvia Plucnarová     | 022    |
| 29   | Wera Serhejewa        | 021    |
| 0    | 0                     | 0      |

## Herren-Einsitzer

### Ergebnisse
| Datum                     | Ort                              | Sieger            | Zweiter             | Dritter          |
| ------------------------- | -------------------------------- | ----------------- | ------------------- | ---------------- |
| 12. bis 14. Dezember 2003 | Olang                            | Anton Blasbichler | Andreas Castiglioni | Gerald Kallan    |
| 4. bis 6. Januar 2004     | Grande Prairie                   | Anton Blasbichler | Gernot Schwab       | Martin Psenner   |
| 16. bis 18. Januar 2004   | Garmisch-Partenkirchen           | Anton Blasbichler | Gernot Schwab       | Martin Psenner   |
| 23. bis 25. Januar 2004   | Moskau                           | Anton Blasbichler | Gerald Kallan       | Gernot Schwab    |
| 13. bis 14. Februar 2004  | Triesenberg (Parallelwettbewerb) | Marcus Grausam    | Gernot Schwab       | Robert Batkowski |
| 19. bis 21. Februar 2004  | Aurach                           | Gerhard Pilz      | Andreas Castiglioni | Gernot Schwab    |

### Weltcupstand
Endstand nach sechs Rennen (ein Streichresultat)
| Rang | Name                  | Punkte |
| ---- | --------------------- | ------ |
| 01   | Anton Blasbichler     | 455    |
| 02   | Gernot Schwab         | 395    |
| 03   | Gerald Kallan         | 335    |
| 04   | Gerhard Pilz          | 319    |
| 05   | Andreas Castiglioni   | 297    |
| 06   | Robert Batkowski      | 272    |
| 07   | Marcus Grausam        | 251    |
| 08   | Roland Kallan         | 225    |
| 09   | Gerald Kammerlander   | 212    |
| 10   | Martin Psenner        | 204    |
| 11   | Florian Breitenberger | 198    |
| 12   | Borut Kralj           | 148    |
| 13   | Rudi Resch            | 123    |
| 14   | Björn Kierspel        | 119    |
| 15   | Corey Pusey           | 114    |
| 16   | Georg Maurer          | 106    |
|      | Damian Waniczek       | 106    |
| 18   | Iwan Lasarew          | 105    |
| 19   | Andreas Gruber        | 101    |
| 20   | Daniel Quitta         | 092    |

| Rang | Name               | Punkte |
| ---- | ------------------ | ------ |
| 21   | John Gibson        | 91     |
| 22   | Rudolf Schwarz     | 77     |
| 23   | Gašper Benedik     | 73     |
| 24   | Pawel Porschnew    | 72     |
| 25   | Juri Harzula       | 68     |
|      | Thomas Damian      | 68     |
| 27   | Patrick von Allmen | 63     |
| 28   | Žiga Pagon         | 56     |
| 29   | Andrzej Laszczak   | 55     |
|      | Alexei Lebedew     | 55     |
| 31   | Borut Fejfar       | 51     |
| 32   | Patrick Pigneter   | 46     |
| 33   | Christian Wichan   | 44     |
| 34   | Kenan Suljagić     | 41     |
| 35   | Kaj Johnson        | 37     |
| 36   | Andrej Kilin       | 34     |
| 37   | Jure Potočnik      | 33     |
| 38   | Mario Gortnar      | 32     |
| 39   | Martin Nachmann    | 31     |
| 40   | Adam Jędrzejko     | 30     |

| Rang | Name                 | Punkte |
| ---- | -------------------- | ------ |
| 41   | Greg Jones           | 26     |
|      | Armin Babić          | 26     |
| 43   | Petr Pulcer          | 25     |
|      | Wladimir Sidorow     | 25     |
| 45   | Ervin Marn           | 24     |
|      | Sergej Garipow       | 24     |
| 47   | Tomáš Papiorek       | 23     |
| 48   | Julien Schultz       | 22     |
|      | René Uhlmann         | 22     |
|      | Marian Negotei       | 22     |
| 51   | Sławomir Jędrzejko   | 20     |
| 52   | Adam Sladek          | 19     |
|      | Sebastian Constantin | 19     |
| 54   | Hansjörg Mühlbacher  | 18     |
| 55   | Patrick Clemens      | 17     |
| 56   | Loren Montcalm       | 16     |
| 57   | Darin Rinehart       | 15     |
| 58   | Anatoli Hurin        | 07     |
| 59   | Slatomir Sdrawkow    | 04     |
| 0    | 0                    | 0      |

## Doppelsitzer

### Ergebnisse
| Datum                     | Ort                              | Sieger                           | Zweiter                              | Dritter                                |
| ------------------------- | -------------------------------- | -------------------------------- | ------------------------------------ | -------------------------------------- |
| 12. bis 14. Dezember 2003 | Olang                            | Reinhard Beer Herbert Kögl       | Harald Kleinhofer Gerhard Mühlbacher | Wolfgang Schopf Andreas Schopf         |
| 4. bis 6. Januar 2004     | Grande Prairie                   | Pawel Porschnew Iwan Lasarew     | Andrzej Laszczak Damian Waniczek     | Harald Kleinhofer Gerhard Mühlbacher   |
| 16. bis 18. Januar 2004   | Garmisch-Partenkirchen           | Pawel Porschnew Iwan Lasarew     | Wolfgang Schopf Andreas Schopf       | Günther Innerbichler Alex Innerbichler |
| 23. bis 25. Januar 2004   | Moskau                           | Wolfgang Schopf Andreas Schopf   | Pawel Porschnew Iwan Lasarew         | Denis Alimow Roman Molwistow           |
| 13. bis 14. Februar 2004  | Triesenberg (Parallelwettbewerb) | Andrzej Laszczak Damian Waniczek | Wolfgang Schopf Andreas Schopf       | Pawel Porschnew Iwan Lasarew           |
| 19. bis 21. Februar 2004  | Aurach                           | Reinhard Beer Herbert Kögl       | Wolfgang Schopf Andreas Schopf       | Pawel Porschnew Iwan Lasarew           |

### Weltcupstand
Endstand nach sechs Rennen (ein Streichresultat)
| Rang | Name                                     | Punkte |
| ---- | ---------------------------------------- | ------ |
| 1    | Pawel Porschnew – Iwan Lasarew           | 0425 * |
| 2    | Wolfgang Schopf – Andreas Schopf         | 425    |
| 3    | Reinhard Beer – Herbert Kögl             | 370    |
| 4    | Andrzej Laszczak – Damian Waniczek       | 350    |
| 5    | Harald Kleinhofer – Gerhard Mühlbacher   | 289    |
| 6    | Armin Mair – Johannes Hofer              | 280    |
| 7    | Günther Innerbichler – Alex Innerbichler | 226    |
| 8    | Björn Kierspel – Hansjörg Mühlbacher     | 200    |
| 9    | Mario Gortnar – Jure Potočnik            | 117    |

| Rang | Name                              | Punkte |
| ---- | --------------------------------- | ------ |
| 10   | Denis Alimow – Roman Molwistow    | 109    |
| 11   | Petr Pulcer – Tomáš Papiorek      | 100    |
| 12   | Simone Demé – Michael Squinabol   | 092    |
| 13   | Martin Graf – Harald Laimer       | 084    |
| 14   | Kenan Suljagić – Armin Babić      | 070    |
| 15   | Pjotr Popow – Alexander Jegorow   | 050    |
| 16   | Juri Harzula – Anatoli Hurin      | 042    |
| 17   | Galabin Bozew – Slatomir Sdrawkow | 032    |
| 0    | 0                                 | 0      |

## Nationenwertung
| Rang | Land        | Punkte |
| ---- | ----------- | ------ |
| 1    | Österreich  | ?      |
| 2    | Italien     | ?      |
| 3    | Russland    | ?      |
| 4    | Deutschland | ?      |
| 5    | Polen       | ?      |
| 6    | Slowenien   | ?      |

Insgesamt gewannen Rodler aus 15 Nationen Weltcuppunkte.